# Раджабов, Айдын Мамедага оглы
Раджабов Айдын Мухаммед-ага (Мамедага) оглы (азерб. Aydın Məhəmməd-Ağa (Məmmədağa) oğlu Rəcəbov; род. 9 апреля 1944, Баку) — азербайджанский ковровщик-живописец, руководитель секции «Декоративно-прикладное искусство» Союза Художников Азербайджана, Заслуженный художник Азербайджана (2006). Народный художник Азербайджана (2021).

## Биография
Айдын Раджабов родился 9 апреля 1944 года в Баку. В 1966 году окончил художественное училище имени А. Азимзаде. В том же году поступил на архитектурный факультет Политехнического института. Со второго курса продолжил обучение на ковровом отделении Азербайджанского государственного художественного института имени М. А. Алиева и окончил его в 1972 году.
В 1975 году художник был избран членом Союза художников СССР, в 1991 году — членом Президиума Союза художников Азербайджана. В 2012 году назначен заведующим отделения «Декоративно-прикладное искусство» Союза художников Азербайджана.

## Творчество
Айдын Раджабов считается учеником школы ковровщика-художника Лятифа Керимова. В то же время он формировал свой индивидуальный творческий стиль и основывал своё творчество на синтезе традиции и современности. В создании ковров и узоров ключевую роль играет обращение к истокам поэзии, традициям средневековой миниатюры и композиционному строю Азербайджана.
К произведениям художника этого типа относятся «Приезд Ширин в Биситун», «Бахар гызы», «Красавица Востока», «Удистка», «Чевкенская игра», «Шахын Эльчилийи» и другие. Особое место в творчестве художника занимают такие произведения, как «Астрологи», «Дерево инжир», «Скачущий дервиш», «Дюр ат», «Белый верблюд, несущий солнце», «Жертвенный баран», «Старый земледелец», «Абстрактный Гымил», «Мировое дерево или Миндальное дерево», «Симург», «Фаэтончу», «Знающие люди».
В работах Раджабов использовал тюрко-огузские орнаментальные мотивы. В некоторых работах заметно влияние средневекового азербайджанского искусства миниатюры.
Персональные выставки Айдына Раджабова прошли в Баку и Стокгольме в 2005 году. Он участвовал со своими коврами в национальных и международных выставках. Работы ковровщика хранятся в азербайджанских музеях и различных частных коллекциях Германии, Турции, Италии, Испании, Швейцарии, Франции и других стран.
С 19 по 30 апреля 2024 года в Азербайджанском национальном музее ковра проведена юбилейная выставка художника «Узоры жизни». На выставке было представлено 40 работ.

## Награды
- Почетное звание «Заслуженный художник Азербайджана» (29 декабря 2006)[6]
- Премия «Солтан Мухаммад» (2007)
- Почетное звание «Народный художник Азербайджана» (16 октября 2021)[7]

## Примечание
1. ↑  Qaliboğlu, E. (15 марта 2008). Azərbaycan xalçasının dünyada analoqu yoxdur ("Xalq Cəbhəsi" qəzeti ed.). Азербайджанская национальная библиотека. Архивировано 18 февраля 2020. Дата обращения: 18 января 2020.
2. 1 2 3  Aydın Rəcəbovun 70 illik yubileyinə həsr olunmuş fərdi sərgi. museumcenter.az (июнь 2014). Дата обращения: 18 января 2020. Архивировано 18 февраля 2020 года.
3. ↑  Əməkdar Rəssam Aydın Rəcəbovun fərdi yaradıcılıq sərgisi açılmışdır. АЗЕРТАДЖ (3 июня 2014). Дата обращения: 18 января 2020. Архивировано 18 февраля 2020 года.
4. ↑  Азербайджанская государственная художественная галерея
5. 1 2  В Музее ковра откроется юбилейная выставка народного художника Айдына Раджабова «Узоры жизни». Azertag (17 апреля 2024). Дата обращения: 4 мая 2024. Архивировано 17 апреля 2024 года.
6. ↑  Azərbaycan rəssamlarına Azərbaycan Respublikasının fəxri adlarının verilməsi haqqında Azərbaycan Respublikası Prezidentinin Sərəncamı. e-qanun.az. Дата обращения: 18 января 2020. Архивировано 18 февраля 2020 года.
7. ↑  Azərbaycan Respublikasının mədəniyyət xadimlərinə fəxri adların verilməsi haqqında Azərbaycan Respublikası Prezidentinin Sərəncamı. president.az (16 октября 2021). Дата обращения: 19 октября 2021. Архивировано 19 октября 2021 года.